# Rheinisch-Bergische Druckerei- und Verlagsgesellschaft
Rheinisch-Bergische Druckerei- und Verlagsgesellschaft je německé vydavatelství založené roku 1946. Jeho hlavním produktem je deník Rheinische Post.
V Česku vydavatelství vlastnilo společnost MAFRA, a.s., vydavatele deníků Mladá fronta DNES, Lidové noviny a Metro a provozovatele několika rádií a televizní stanice Óčko. Mafra vedle provozuje  také internetové portály iDNES.cz a Lidovky.cz